# Lucy Kaplansky
Lucy Kaplansky (Chicago, 16 februari 1960) is een Amerikaanse folkmuzikante (zang, gitaar, mandoline, piano). Kaplansky heeft een doctoraat in klinische psychologie aan de Yeshiva University.

## Biografie
Kaplansky kwam oorspronkelijk uit Chicago. Haar vader was de bekende wiskundige Irving Kaplansky (1917-2006). Later speelde ze soms wiskunde-gerelateerde liedjes, gecomponeerd door haar vader, die ook een ervaren pianist was. Op 18-jarige leeftijd besloot ze niet naar de universiteit te gaan, maar verhuisde ze naar New York, waar ze betrokken raakte bij het folkmuziekcircuit van de stad, met name rond Greenwich Village, waar ze speelde met onder andere Suzanne Vega, Shawn Colvin en Richard Shindell.
In 1983 besloot ze psycholoog te worden en schreef zich in aan de Yeshiva University. Ze bleef muziek spelen tijdens haar doctoraat en begon enig succes te krijgen als onderdeel van een duo met Colvin. Toen er interesse bestond bij platenmaatschappijen, weigerde Kaplansky, maar koos ervoor om een privépraktijk op te zetten en stafpsycholoog te worden in een ziekenhuis in New York. Jarenlang concentreerde ze zich grotendeels op dit werk en speelde ze weinig concerten. Ze deed nog wat sessiewerk, zoals het zingen van achtergrondzang in de studio voor Suzanne Vega.
Tegen het begin van de jaren 1990 merkte ze dat ze zich steeds meer aangetrokken voelde tot muziek. Colvin, die tegen die tijd enig commercieel succes had gehad, bood aan om een album voor haar te produceren. Het resultaat was The Tide, een mix van haar eigen nummers en verschillende covers, die in 1994 werd uitgebracht door Red House Records. Op dat moment besloot ze haar psychologiepraktijk op te geven en fulltime te gaan werken in de muziek. Meer albums volgden.
In 1998 sloot Kaplansky zich aan bij Dar Williams en Richard Shindell om de folkgroep Cry Cry Cry te formeren. Ze maakten een album en toerden uitvoerig, voordat ze hun eigen weg gingen. Haar album Ten Year Night, uitgebracht in 1999, kreeg lovende recensies en vergrootte haar populariteit, wat leidde tot optredens bij CBS-TV. Op haar album The Red Thread staat een nummer over haar ervaring als New Yorker op 9-11. Toevallig zong Kaplansky in augustus 2001 in harmonie met John Gorka tijdens een concert op het World Trade Center-plein.
Ze werkt semi-regelmatig samen met John Gorka en Nanci Griffith.

## Discografie

### Solo publicaties
- 1994: The Tide (heruitgebracht in 2005)
- 1996: Flesh and Bone
- 1999: Ten Year Night
- 2001: Every Single Day
- 2004: The Red Thread
- 2007: Over the Hills
- 2011: Kaplansky sings Kaplansky EP available at live shows
- 2012: Reunion
- 2018: Everyday Street

### Samenwerkingen
- 1985: The Song Project (1985) met Frank Christian, Tom Intondi en Martha Hogen
- 1998: Cry Cry Cry (1998) met Dar Williams en Richard Shindell
- 2010: Red Horse (July 13, 2010) met John Gorka en Eliza Gilkyson
- 2014: Tomorrow You're Going met Richard Shindell (The Pine Hill Project)

### Verschenen op
- It Ain't Me, Babe op het album A Nod to Bob: An Artists' Tribute to Bob Dylan on His 60th Birthday (2001) – verschillende Dylan songs door verschillende artiesten. Evenzo, Every Grain of Sand op Nod to Bob 2 (2011).